# Doncella de Kosovo

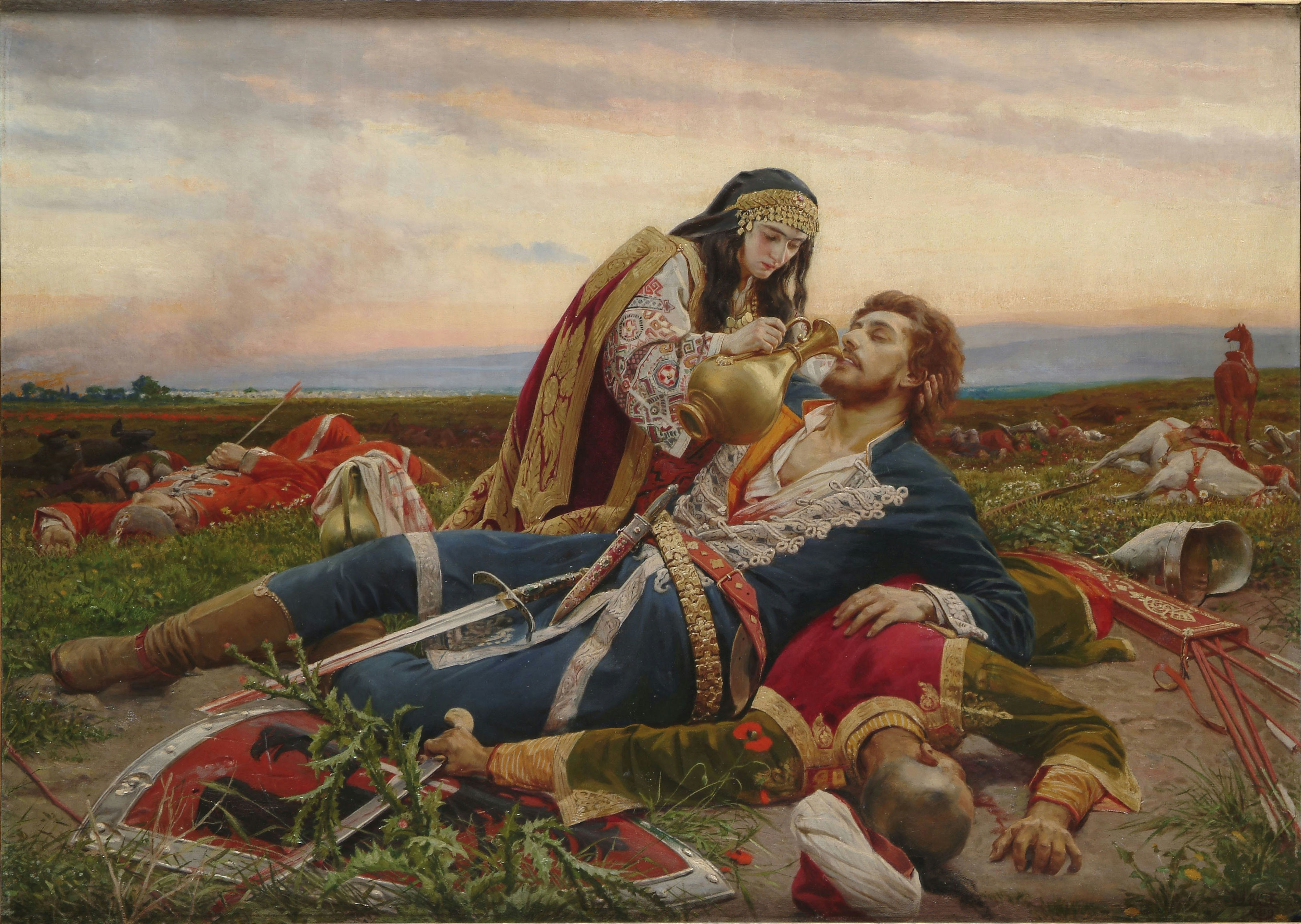
La Doncella de Kosovo. Óleo de Uroš Predić (1919)

La Doncella de Kosovo o la Doncella del Campo del Mirlo (en serbio: Косовка девојка / Kosovka devojka) es la figura central de un poema del mismo nombre, que forma parte del ciclo de Kosovo como parte de la poesía épica serbia.

## Argumento
En el relato, una bella joven busca en el campo de batalla a su prometido, y ayuda a los guerreros serbios heridos con agua, vino y pan después de la batalla de Kosovo, librada en 1389 entre Serbia y el Imperio otomano. Finalmente encuentra a un guerrero herido y moribundo, Pavle Orlović, que le hace saber que su prometido Milan Toplica y sus hermanos de sangre Miloš Obilić y Ivan Kosančić están muertos. Antes de la batalla, le habían dado una capa, un brazalete de oro y un velo para la boda como promesa de un regreso seguro, pero perecieron en la batalla, señalándole Pavle la dirección en la que se encontraban los cuerpos. El poema termina con:

Ay de mí, qué aciago destino llevo en mi interior,

Solo he tocado el árbol joven y tierno

Y el hermoso pino verde se ha marchitado.

## Repercusión posterior

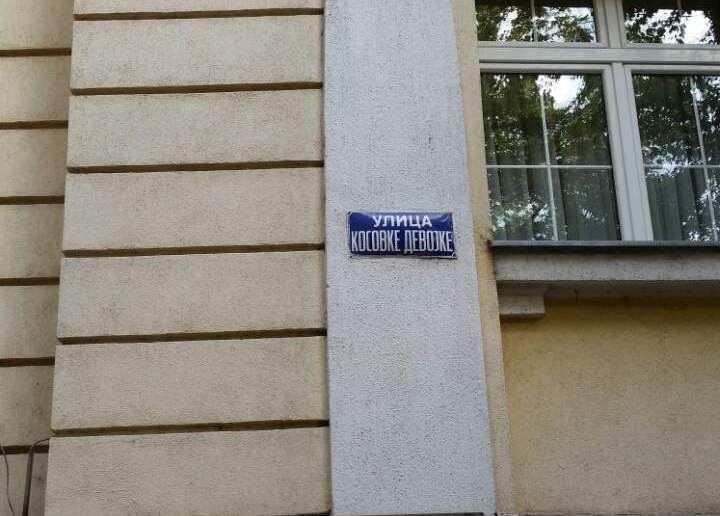
Placa de la calle de la Doncella de Kosovo en Belgrado

El poema se hizo muy popular como símbolo de la compasión y de la caridad femeninas. El pintor Uroš Predić retomó el tema en 1919, con un óleo del mismo título: La Doncella de Kosovo. En 1907, el escultor Ivan Meštrović creó un relieve de mármol del tema como parte de su ciclo de Kosovo. Otro artista croata, Mirko Rački, pintó otra versión del tema de la Doncella de Kosovo.